# Mycale dentata
Mycale dentata är en svampdjursart som beskrevs av Sarà 1958. Mycale dentata ingår i släktet Mycale och familjen Mycalidae.
Artens utbredningsområde är Italien. Inga underarter finns listade i Catalogue of Life.